# Lischen et Fritzchen
Personnages
- Lischen, soprano
- Fritzchen, ténor ou baryton

Lischen et Fritzchen est une opérette (« conversation alsacienne ») en un acte de Jacques Offenbach, sur un livret en français de Paul Boisselot (sous le pseudonyme de Paul Dubois).
L'œuvre est créée le 21 juillet 1863 à la Kursaal de Bad Ems, durant une saison estivale particulièrement réussie pour le compositeur. La première parisienne suit rapidement, aux Théâtre des Bouffes-Parisiens, fraîchement rénové, le 5 janvier 1864, partageant l'affiche avec Les Deux Aveugles, L'Amour chanteur et La Tradition.
L'histoire (probablement romancée) raconte qu'Offenbach a composé l'œuvre en seulement huit jours, à la suite d'un pari passé avec un ami, lors d'une soirée au casino de Bad Ems, à la condition qu'un livret lui soit fourni dans les vingt-quatre heures. L'écrivain Paul Boisselot, présent autour de la table, lui remet le lendemain matin « un acte apporté de Paris à tout hasard, attendant au fond de sa malle la venue du musicien que la Providence met sur le chemin de chaque poète ».
Les deux personnages de la pièce doivent être interprétés avec un accent alsacien très prononcé, autant dans les parties parlées que chantées, ce qui permet de nombreux quiproquos.
L'œuvre constitue l'un des tout premiers succès de Zulma Bouffar, qui sera bientôt surnommée la « Patti de l'opérette ».

## Distribution de la création[3]
| Rôles     | Voix    | Création, le 21 juillet 1863 Direction : Jacques Offenbach | Création parisienne, le 5 janvier 1864 Direction : Alphonse Varney |
| --------- | ------- | ---------------------------------------------------------- | ------------------------------------------------------------------ |
| Lischen   | soprano | Zulma Bouffar                                              | Zulma Bouffar                                                      |
| Fritzchen | baryton | Jean-Paul                                                  | Désiré                                                             |

## Argument
Un carrefour de route, à gauche la maison d’un marchand de vin, une table en dehors, à droite un petit banc de pierre.
Fritzchen, un domestique alsacien, vient d'être récemment renvoyé, au prétexte qu'il ne parle pas suffisamment bien français : il a servi à la fiancée de son maître une bière au lieu d'un bijou (« une pierre »). Décidé à rentrer dans son Alsace natale pour retrouver son père et sa sœur qu'il n'a plus vus depuis dix ans, il s'arrête au bord de la route pour acheter une bouteille chez un marchand de vin et déjeuner. Arrive entre-temps Lischen, une jeune vendeuse de balais, qui rentre également chez sa famille en Alsace à la suite de l'échec de son affaire à Paris. Alors que Fritzchen sort de la boutique, les jeunes gens engagent la conversation et se découvrent tous deux alsaciens. Très rapidement, et alors qu'ils décident de faire route ensemble, Fritzchen s'éprend de sa compatriote et lui fait la cour. Lischen chante l'histoire du rat des villes et du rat des champs pour illustrer leur déjeuner qui vient d'être interrompu par une sonnerie de chasse.
Au cours de leur discussion, les deux jeunes gens se découvrent tout à coup frère et sœur. Mais une lettre, envoyée par leur père à Lischen (celle-ci, ne sachant pas lire, en découvre le contenu en même temps que Fritzchen), révèle que Lischen est en réalité la fille illégitime de la sœur du vieil homme, qui l'a recueillie à la naissance pour leur éviter le déshonneur. Celui qu'elle pensait être son père est donc en réalité son oncle, et Fritzchen n'est pas son frère, mais son cousin germain. Celui-ci s'en trouve fort réjoui, car maintenant qu'un mariage est à nouveau envisageable, il peut recommencer sa cour...

## Numéros musicaux
- Ouverture
- Couplets « Me chasser, me forcer »
- Chanson « P'tits balais, p'tits balais »
- Duo « Je suis alsacienne, je suis alsacien »
- Fable « Un jour un rat de ville invita le rat des champs »
- Final et duo « Quoi ! Fritzchen »

## Source
- (en) Cet article est partiellement ou en totalité issu de l’article de Wikipédia en anglais intitulé « Lischen et Fritzchen » (voir la liste des auteurs).